# 아벤티노 언덕

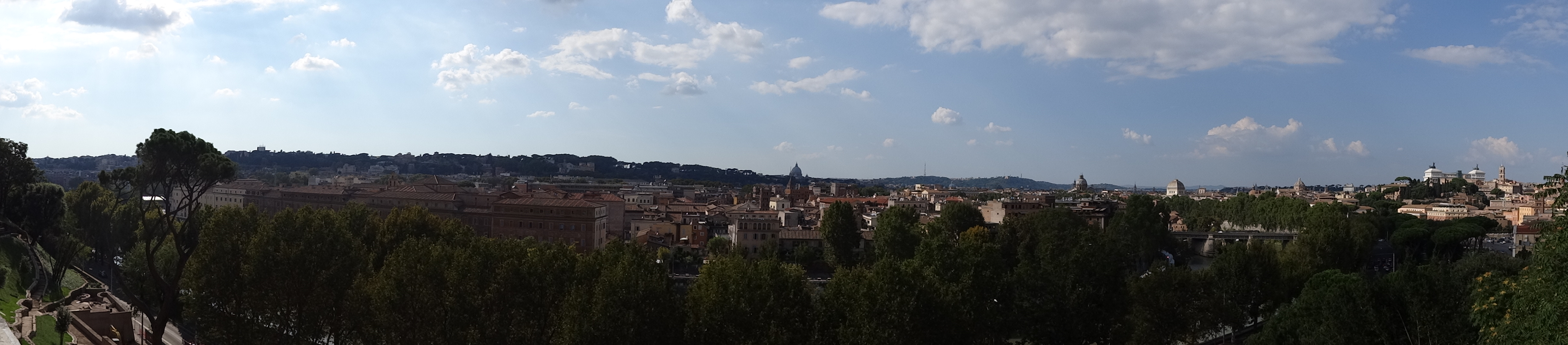
아벤티노 언덕에서 본 티베리나강 건너편 모습

아벤티노(이탈리아어: Aventino)는 로마의 일곱 언덕 중 하나로, 로마의 기원이 된 곳이다.

## 위치와 경계
아벤티노 언덕은 로마의 일곱 언덕들 중 가장 남쪽에 위치해 있다. 언덕은 경사져 있는데, 북서쪽에 있는 부분이 조금 더 높고 남동쪽에 있는 부분은 그에 비해 조금 높이가 낮다. 언덕 사이에는 가파르게 갈라진 틈이 있는데, 로마 시기에는 이 틈 사이로 도로가 나 있었다.

## 신화에서의 등장
많은 고대 로마의 설화에 따르면, 이 언덕의 유래는 전설적인 왕 아벤티누스의 시대로 거슬러 올라간다. 후대의 역사학자들은 아벤티누스라는 이름을 가지고 이 언덕에 묻힌 2명의 왕을 찾아낼 수 있었는데, 이 두 명의 왕 중 이탈리아인의 혈통을 지니고 있던 왕의 이름을 딴 것으로 추정한다. 또다른 추정으로는 주위를 굽이쳐 흐르고 있는 아벤티노 강의 이름을 사비나인들이 따왔다는 설과, 헤라클레스의 아들인 아벤티누스의 이름을 딴 것이라는 설도 있다.
아벤티노 언덕은 로마와 관련된 신화들 중 핵심적인 위치에 있다. 베르길리우스의 아이네이스에는 아벤티노 언덕 경사면에 있는 동굴 속에 불을 뿜는 거인이 산다는 말이 있고, 로마의 건국 설화인 로물루스와 레무스 설화에서는 레무스가 아벤티노 언덕에, 로물루스가 팔라티노 언덕에 근거지를 잡았다는 말이 있다.
로물루스와 레무스 신화에 의하면, 신들의 전령이라고 여겨졌던 새들이 로물루스의 정착지 위에 더 많이 날아들었기 때문에 결국 로물루스가 신의 뜻을 받은 것으로 여겨져 레무스가 패배했다고 한다. 

## 역사

### 로마 시기
원래 로마 초기에는 아벤티노 언덕이 로마 시의 경계 내에 위치해 있지 않았다. 고대 로마 역사가 리비우스에 따르면, 로마의 4대 왕이 근처의 라틴족 일부를 복속시켜 이 곳에 이주해 살게 했다. 이후 그는 로마의 성벽을 확장하여 아벤티노 언덕을 시의 경계 안으로 밀어넣었고, 왕정 말기까지 시의 외곽부로 존속했을 가능성이 크다.
아벤티노 언덕은 타지의 외부인들이 로마 시내 안으로 들어왔음을 알리는 일종의 최외곽 경계의 역할을 했다. 왕정 말기 무렵에는 6대 왕이 이 곳에 다이애나 여신에게 바치는 신전을 지었으며, 이 곳을 라틴 동맹의 상징으로 삼았다. 기원전 493년에 왕정이 무너지고 공화정이 세워지자 로마 원로원은 아벤티노 언덕에 3개의 신전을 더 지었다. 이 신전들은 키르쿠스 막시무스를 내려다보고 있었으며 팔라티노 언덕과 마주보고 있었다. 이 곳은 로마의 평민들과 민회의 중심지였다.
이 때까지 언덕은 공유지였을 가능성이 크다. 로마 정부는 평민들과 도시 빈민들이 이 곳에 슬금슬금 모여드는 것을 허락하였고, 이로 인해 거대한 판자촌이 세워지게 된다. 결국 기원전 391년 골족들이 대대적으로 침입해오자 상대적으로 방비가 약할 수 밖에 없었던 이 곳 아벤티노 언덕이 함락되었고, 한동안 로마는 야만인들의 지배 하에 놓이게 된다. 후대에 로마의 힘이 커짐에 따라 로마의 성벽을 다시 확장하여 정식으로 아벤티노 언덕을 감싸게 되었는데, 이와 같은 조치에는 점점 더 커져가는 평민들과 호민관, 민회의 권력이 배경에 있었다.
로마 제국은 후에 아벤티노 언덕에 타 지역에서 들여온 신들의 사원들을 더 짓게 된다. 기원전 392년에 유노의 신전이 세워졌으며 3세기에는 미네르바의 신전이 세워진다. 

### 현대
무솔리니가 이탈리아를 휩쓰는 광풍을 일으키는 동안, 무솔리니를 반대하던 수많은 야당 의원들이 이 곳에서 그들의 정치적 생명을 포기하고의회에서 쫓겨났다.
이 곳은 현재에는 부유층들이 거주하는 아름다운 곳으로, 궁전, 성당, 정원들이 들어서 있다.

## 같이 보기
- 로마의 일곱 언덕
- 첼리오 언덕
- 캄피돌리오 언덕
- 팔라티노 언덕
- 퀴리날레 언덕
- 비미날레 언덕
- 오피오 언덕
- 핀초 언덕
- 바티칸 언덕
- 벨리아 언덕